# ГЕС Сен-Мартен-Везюбі
ГЕС Сен-Мартен-Везюбі (фр. Saint-Martin-Vesubie) — гідроелектростанція на південному сході [яФранції|Франції]]. Знаходячись вище від ГЕС Roquebiliere, становить верхній ступінь в каскаді на річці Везюбі (ліва притока Вару, який впадає у море на західній околиці Ніцци), що дренує Приморські Альпи.
Ресурс для роботи станції надходить через дериваційний тунель, який на початковому етапі складається з двох відгалужень:
- північне, що подає воду зі сховища об'ємом 115 тис. м3 на річці Boreon (права притока Везюбі). Останнє утримується спорудою висотою до 13,5 метра, яка складається з аркової греблі довжиною 48 метрів та дамби довжиною 100 метрів. Окрім прямого стоку, до сховища перекидається ресурс із Salese (права притока Boreon). Крім того, дериваційний тунель із долини Boreon на шляху до машинного залу перетинає верхів'я Везюбі, з якої здійснюється додатковий водозабір;

- південне, що транспортує ресурс із лівих приток Везюбі Gordolascue та Espaillart.

Машинний зал станції розташований на березі нижнього балансуючого резервуара, дещо вище від впадіння Espaillart. Він обладнаний двома турбінами типу Пелтон загальною потужністю 52 МВт, які при напорі 730 метрів забезпечують виробництво 170 млн кВт·год електроенергії на рік.
Відпрацьована вода відводиться до нижнього балансуючого резервуара об'ємом 65 тис. м3, звідки, поповнена зі ще одного водозабору на Везюбі, спрямовується на ГЕС Roquebiliere.